# 星たちの息子 (武満徹)
『星たちの息子』(ほしたちのむすこ) は、武満徹による編曲作品。原曲は、エリック・サティ作曲の同曲から第1幕への前奏曲「天職」。1975年 (昭和50年) に編曲された。

## 編曲の経緯
サティの没後50年にあたる1975年 (昭和50年)、秋山邦晴は「異端の作曲家エリック・サティ連続演奏会」を企画、東京の渋谷ジァン・ジァンで3年かけてサティの室内楽曲・器楽曲の全作品の演奏会を開いた。第1回目の演奏会は、サティの誕生日である5月17日に行われ、以後、大体隔月で17日に連続演奏会は続けられた。ジァン・ジァンが小さな劇場だったせいもあるが、演奏会は毎回超満員だったという。この連続演奏会の第2回は同年12月に公演され、その時のタイトルは「ペラダンのバラ十字教団とサティ」というもので、この演奏会のために秋山が友人の武満に編曲を依頼した。演奏会の半年ほど前に秋山から依頼された武満は、3曲ある前奏曲のうち第1幕への前奏曲をフルートとハープのために編曲し、秋山に手渡した。武満自身、残りの2つの前奏曲を編曲する意思はあり、書かなきゃと言っていたが、結局、最初の前奏曲が編曲されただけに終わった。

## 編成
- フルート独奏
- ハープ独奏

## 初演
1975年12月17日、東京・渋谷ジァン・ジァンにて、小泉浩 (フルート独奏)・木村茉莉 (ハープ独奏) により初演された。初演は好評で、アンコールに2回演奏されたが、小泉浩によるとコンサート会場は非常に暑くて難儀したという。

## 演奏時間
約5分

## 出版
ショット・ミュージック

## 録音
- Insomnia 眠れない夜、Philips PHCP-1812、ギドン・クレーメル (ヴァイオリン独奏)・吉野直子 (ハープ独奏)、1996年5月・紀尾井ホールで録音
- 武満徹 響きの海 室内楽全集1、キングレコード KICC 581-582、小泉浩 (フルート独奏)・木村茉莉 (ハープ独奏)、2002年4月11日 東京オペラシティリサイタルホール、武満徹全室内楽曲連続演奏会 響きの海・Ⅰ、ライブ録音

### 注
1. ↑  演奏会は全部で12回開かれた[2]。